# Науель-Уапі
Науе́ль-Уа́пі (ісп. Nahuel Huapi) — льодовикове озеро в північній Патагонії між аргентинськими провінціями Ріо-Негро і Неукен. Входить до складу однойменного національного парку.
Першими європейцями, які побували на берегах озера 1670 року, були єзуїтські місіонери під керівництвом Ніколаса Маскарді. Вони заснували на півострові Уемуль місію Науель-Уапі. 1718 року місію було покинуто. 22 січня 1876 року озеро було заново відкрите Франсіско Морено, який згодом був похований тут же, на острові Сентінела.
Назва озера походить з мови мапудунгун. Індіанці мапуче називали найбільший острів на озері, який нині носить ім'я Вікторія, Науель-Уапі, тобто Острів Ягуара. Завдяки європейським дослідникам саме озеро також отримало цю назву.
Крім іншого, озеро знамените тим, що у ньому нібито мешкає істота, яку на честь озера назвали «Науеліто» — криптид, подібний до Лох-Неського чудовиська. Вартих довіри доказів існування в озері подібної істоти не знайдено.